# Kawtar Othmani
Kawtar Othmani, née le 11 novembre 1983, est une lutteuse marocaine. 

## Carrière
Dans la catégorie des moins de 48 kg, elle est médaillée de bronze aux championnats d'Afrique 2002 et médaillée d'or aux championnats d'Afrique 2005. Dans la catégorie des moins de 51 kg, elle obtient la médaille de bronze aux championnats d'Afrique 2004. 